# Служба оборонных средств массовой информации
Служба оборонных средств массовой информации или Департамент оборонной деятельности СМИ (англ. Defense Media Activity (DMA))
– учреждение Министерства обороны США, которое занимается предоставлением широкого спектра мультимедийных продуктов и услуг для информирования, обучения и развлечения аудитории Министерства обороны США во всем мире. Штаб-квартира находится в Форт-Миде, штат Мэриленд, США.
Учреждения Министерства обороны США (DoD field activities) действуют на основании закона, распоряжений Президента США и министра обороны США как компоненты министерства обороны США. Они обеспечивают выполнению задач по снабжению и обслуживанию, если эта деятельность затрагивает более одного военного департамента и когда эта деятельность более эффективна и экономична, чем деятельность одного военного департамента.
Служба оборонных средств массовой информации действует как отдельный компонент Министерства обороны США под руководством и контролем помощника министра обороны по связям с общественностью.

## История
Деятельность Службы оборонных средств массовой информации ведет свою родословную от первой публикации газеты Stars and Stripes, выпущенной солдатами Союза в 1861 году во время Гражданской войны. Непосредственно же Служба создана решением Комиссии по перегруппировке и закрытию военных баз в 2005 году (2005 Base Realignment and Closure Commission (BRAC 2005)) и является одним из множества связанных со СМИ организаций, учрежденных, объединенных и входящих в состав военных департаментов штатов и состав министерства обороны США.

### Комиссия по перегруппировке и закрытию военных баз (2005)
В ходе работы Комиссии по перегруппировке и закрытию военных баз в 2005 году министерство обороны США рекомендовало объединить связанные со СМИ организации военных департаментов в отдельную организацию и совместить ее с Информационной службой вооруженных сил США (American Forces Information Service). После согласования с Президентом и Конгрессом 20 сентября 2020 года рекомендации были приняты.
Комиссия утвердила следующие изменения:
- перегруппировка Форта-Бельвуар (Fort Belvoir), штат Виргиния, переместив журнал Soldiers Magazine (Солдатский журнал) в Форт-Мид, штат Мэриленд;
- перегруппировка полигона «Анакостия» (Anacostia Annex) округ Колумбия, переместив Военно-морской центр СМИ (Naval Media Center) в Форт-Мид, штат Мэриленд;
- перегруппировка объекта «2320 Мил-роуд» (2320 Mill Road), Алегзандрия, штат Виргиния, переместив Телерадиовещательный центр Сухопутных войск (Army Broadcasting-Soldier Radio/TV) в Форт-Мид, штат Мэриленд;
- перегруппировка объекта «103 Нортон стрит» (103 Norton Street), Сан-Антонио, штат Техас, переместив Новостное агентство военно-воздушных сил (Air Force News Agency) и Объединенную службу новостей родного города (Joint Hometown News Service) в Форт-Мид, штат Мэриленд;
- закрытие объекта «601 Норс Фэрфакс стрит» (601 North Fairfax Street ), Алегзандрия, штат Виргиния, переместив Информационную службу вооруженных сил США (American Forces Information Service) и Телерадиовещательный центр Сухопутных войск (Army Broadcasting-Soldier Radio/TV) в Форт-Мид, штат Мэриленд;
- объединить журнал Soldiers Magazine, Военно-морской центр СМИ, Телерадиовещательный центр Сухопутных войск, Новостное агентство военно-воздушных сил/ Объединенную службу новостей родного города в единое Управление СМИ Министерства обороны (DoD Media Activity) в Форт-Мид, штат Мэриленд.

### Учреждение
В итоге после реорганизации в Форт-Миде действовало сразу два связанных со СМИ учреждения министерства обороны США — Информационная служба вооруженных сил США (American Forces Information Service) и Служба оборонных средств массовой информации. В сентябре 2007 заместитель министра обороны распорядился выполнить следующие действия:
- объединить Информационную службу вооруженных сил США со Службой оборонных средств массовой информации;
- включить в их состав информационные подразделения Морской пехоты США, которые не рассматривались во время работы Комиссии по перегруппировке и закрытию военных баз;
- учредить Службу оборонных средств массовой информации с 1 января 2008 года;
- переместить денежные средства и персонал из расформированных подразделений в Службу оборонных средств массовой информации с 1 октября 2008 года.

Директива об учреждении Службы была опубликована 18 декабря 2007 года. На новом месте в Форт-Мид для Службы были построены новые здания и сооружения, таким образом все старое оборудование было оставлено на старых местах дисклокации.
В октябре 2008 года на базе информационных центров сухопутных войск, военно-морского флота, новостного агентства морской пехоты, Совместной службы новостей сухопутных войск и военно-воздушных сил «Родной город», главной военной газеты США «Старз энд страйпс» была создана Служба оборонных СМИ или Департамент оборонной деятельности СМИ.
В марте 2009 года инженерные войска США разместили контракт на постройку штаб-квартиры и медиа-продюсерского центра (media production center) Службы оборонных средств массовой информации в Форт-Мид, общей площадью 185 870 квадратных футов (17267,89 кв. метров) для размещения приблизительно 660 человек. Здание было построено в мае 2011 году и с июня по август 2011 годы Служба переехала в новое здание.
Сегодня Служба оборонных СМИ отвечает за всю информационную деятельность министерства обороны США и является крупнейшим военным медиахолдингом в мире.

## Работа в Ираке и Афганистане
В ходе проведения военных операций в Ираке и Афганистане проводилась практика так называемого "вживления" журналистов. Журналисты известных американских газет (The Washington Post, The New York Times, The Time, Newsweek) и телеканалов (ABC, NBC, CBS, CNN, Fox) прикреплялись к подразделениям, участвующих в боевых операциях. Всего 662 журналиста было прикреплено к американским войскам и 95 журналистов к вооруженным силам Великобритании.

## Организационная структура и задачи
Главной задачей Службы является поддержка и наполнения официального сайта министерства обороны США www.defense.gov. Однако сотрудники Службы также курируют более 650 интернет-ресурсов американского оборонного ведомства.
Служба обеспечивает обмен информации в рамках всего министерства обороны, а также оказывает услуги по разработке сайтов, обучению, интернет-аналитики, консультирования по работе сайтов, блогов и социальных сетей.
Служба оборонных средств массовой информации состоит из штаб-квартиры и семи оперативных компонентов.
1. Служба радио и телевидения вооруженных сил (American Forces Radio and Television Service (AFRTS)). Через Сеть вооруженных сил США (American Forces Network) осуществляет радио- и телевизионную передачу новостей, информацию, развлекательных программ для действующих и находящихся в резерве военнослужащих Армии США, Национальной гвардии, гражданского и контрактного персонала, а также для их семей, не только на суше, но и на кораблях военно-морского флота и береговой охраны. Служба имеет радио- и телевизионные станции в Европе, Тихоокеанском регионе и на Среднем Востоке. Центральный вещательный узел (хаб) находится на авиабазе Марч (March Air Reserve Base) в округе Риверсайд, Калифорния.
2. Школа информационной службы вооруженных сил[11] (Defense Information School). Готовит военных и гражданских специалистов по связям с общественностью и специалистов в области визуальной информации. Школа расположена в Форт-Миде.
3. Компонент оборонной визуальной информации (Defense Visual Information component). Управляет записью визуальной информацией, предоставляет визуальную информацию другим компонентам министерства обороны и руководит программой "Совместная боевая камера" (Joint Combat Camera program), которая осуществляет фото- и видеосъемку боевых операций. Компонент управляется из Оперативного центра управления визуальной информацией (Defense Imagery Management Operations Center (DIMOC))[12], расположенного в Форт-Миде с элементами на авиабазе Марч (March Air Reserve Base) в округе Риверсайд и базе сухопутных войск в Тобиханне, Пенсильвания.
4. Производственный компонент (Production component). Производит медиа и визуальный контент для внутреннего потребителя министерства обороны (действующие и находящиеся в резерве военнослужащие, уволенные, гражданский и контрактный персонал) и для внешней аудитории через все виды средств массовой информации, включая подвижные и неподвижные изображения, печатная продукция, радио и телевидение, веб-контент, Интернет, мобильная связь и другие информационно-коммуникационные технологии. Также этот компонент отвечает за передачу сообщений от старших руководителей министерства обороны для поддержки и улучшения качества жизни, морального духа военнослужащих, информирования о текущей обстановке в стране и мире, предоставления оперативной информации, касающейся безопасности и изменения уровня боевой готовности вооруженных сил. Компонент включает в себя Пресс-службу вооруженных сил США (American Forces Press Service), канал "Пентагон" (Pentagon Channel), Объединенную новостную службу родного города (Joint Hometown News Service) и предоставляет новостной и информационный продукт для официальных сайтов видов вооруженных сил США (Defense.gov, Army.mil, Navy.mil, Marines.mil и AF.mil).
5. Газета Stars and Stripes. Выпускает печатную и онлайн-газету, распространяемую за рубежом в американском военном сообществе, и предоставляет новости о мире и США, а также новости военной тематики.
6. Служба обеспечения деятельности. Обеспечивает повседневную деятельность организации, функционирование сооружений, осуществляет транспортировку и снабжение.
7. Техническая служба. Предоставляет технологические услуги для всех компонентов, размещают сотни сайтов министерства обороны в сети Интернет с использованием общедоступной веб-программы минобороны США[13], Служба распространения видео и изображений министерства обороны США (Defense Video & Imagery Distribution System (DVIDS)) и Службу телевизионной и аудиоподдержки (Television-Audio Support Activity (T-ASA))[14].

## Руководство Службы
Службу возглавляет директор, который может находиться на военной службе и иметь генеральское или флагманское звание вооруженных сил США, а также директором может быть служащий государственной гражданской службы из группы должностей "Старшие руководители" (Senior Executive Service (SES)), эквивалентной генеральским и флагманским званиям вооруженных сил.
Ниже список директоров Службы оборонных средств массовой информации:
- 1 января – 9 марта 2008 г. Исполняющий обязанности директора Брайан Уитмен (Bryan G. Whitman), заместитель помощника министра обороны США по оборонным средствам массовой информации (Deputy Assistant Secretary of Defense for Media Operations)
- 10 марта 2008 г. – 28 марта 2009 г. Исполняющий обязанности директора Роберт Гастингс младший (Robert T. Hastings Jr.), первый заместитель помощника министра обороны США по связям с общественностью (Principal Deputy Assistant Secretary of Defense for Public Affairs)
- 29 марта – 13 октября 2009 г. Дэвид Джексон (David S. Jackson)[15]
- 14 октября 2009 г. – 30 апреля 2012 г. Исполняющий обязанности директора Мелвин Рассел (Melvin W. Russell)[16], директор Службы радио и телевидения вооруженных сил (American Forces Radio and Television Service (AFRTS))
- 1 мая 2012 – 10 февраля 2013 г. Исполняющий обязанности директора Брайан Уитмен (Bryan G. Whitman)[15], первый заместитель помощника министра обороны США по связям с общественностью (Principal Deputy Assistant Secretary of Defense for Public Affairs)
- 11 февраля 2013 г. – 1 февраля 2018 г. Рэй Шеперд (Ray B. Shepherd)[17]
- 1 февраля 2018 г. – 1 ноября 2018 г. Исполняющий обязанности директора полковник Бернард Кёльш (COL Bernard Koelsch)
- 1 ноября 2018 г. – по настоящее время. Исполняющий обязанности директора полковник Пол Хэверстик (COL Paul R. Haverstick, Jr.)

## Примечание
1. ↑  Фомичёв, 2014, с. 185.
2. ↑  Судзиловский. A-L, 1987, с. 21.
3. ↑  по всей видимости имеются в виду министерство Армии, военно-воздушное и военно-морское министерства
4. ↑  "Department of Defense Directive 5100.01, Functions of the Department of Defense and Its Major Components" Архивная копия от 25 мая 2017 на Wayback Machine ("Директива Министерства обороны США 5100.01, функции Министерства обороны США и его основных компонентов"), 21 декабря 2010 г.
5. ↑  "Department of Defense Base Realignment and Closure Report" Архивная копия от 22 мая 2013 на Wayback Machine ("Отчет министерства обороны по перегруппировке и закрытию военных баз"), Volume I, Part 2 of 2: Detailed Recommendations, May 2005, page H&SA – 30 ("раздел I, часть 2 из 2: Подробные рекомендации, май 2005, страница H&SA – 30").
6. ↑  "2005 Defense Base Realignment and Closure Commission Report" Архивная копия от 28 мая 2019 на Wayback Machine ("Отчет Комиссии по перегруппировке и закрытию военных баз (2005)"), страница 212.
7. ↑  Deputy Secretary of Defense Memorandum, «Establishment of the Defense Media Activity» (Меморандум заместителя министра обороны, «Учреждение Службы оборонных средств массовой информации»), 24 сентября 2007 г., Архивировано 15 февраля 2013 года.
8. ↑  DoD Directive 5105.74, «Defense Media Activity» Архивная копия от 4 июля 2009 на Wayback Machine (Директива министерства обороны США 5105.74, «Служба оборонных средств массовой информации»), 18 декабря 2007 г.
9. ↑  U.S. Army Corps of Engineers, Baltimore District (Инженерные войска США, округ Балтимор), «News Release» (Выпуск новостей"), Архивировано 15 февраля 2013 года., dated March 13, 2009.
10. ↑  "Defense Media Activity Strategic Plan, Fiscal Years 2014-2017" ("Стратегический план Службы оборонных средств массовой информации на 2014-2017 финансовые года"), Архивировано 29 ноября 2014 года., август 2013 г.
11. ↑  Судзиловский. M-Z, 1987, с. 340.
12. ↑  "About Us" Архивная копия от 27 сентября 2013 на Wayback Machine ("О нас"), 5 октября 2013 г.
13. ↑  "About DMA" and "DoD Public Web" ("О Службе оборонных СМИ" and "Общедоступная сеть министерства обороны"), Архивировано, 5 октября 2013 г.
14. ↑  "Television-Audio Support Activity" Архивная копия от 26 января 2022 на Wayback Machine ("Служба телевизионной и аудиоподдержки"), 5 октября 2013 г.
15. 1 2  Министерство обороны США, "Biographies of Senior Defense Officials" Архивная копия от 29 ноября 2014 на Wayback Machine ("Биографии старших руководителей министерства обороны")
16. ↑  "DMA News and Events" ("Новости и события Службы"), Архивировано 15 февраля 2013 года.
17. ↑  "About DMA" and "Leadership" Архивная копия от 23 сентября 2015 на Wayback Machine, ("О Службе" and "Руководство")

## Источник
- dma.mil, официальный сайт Службы оборонных средств массовой информации
- Фомичёв Анатолий Александрович. О современной системе средств массовой информации министерства обороны США // Власть : журнал. — 2014. — Август. — С. 184-189.

### Перевод военных терминов
- Судзиловский Г. А. Англо-русский военный словарь: около 70000 терминов. Том 1. A-L. — 3-е. — М.: Воениздат, 1987. — 655 с.
- Судзиловский Г. А. Англо-русский военный словарь: около 70000 терминов Том 2. M-Z. — 3-е. — М.: Воениздат, 1987. — 688 с.